# 9587 Bonpland
9587 Bonpland (1990 UG4) là một tiểu hành tinh vành đai chính được phát hiện ngày 16 tháng 10 năm 1990 bởi E. W. Elst ở Đài thiên văn Nam Âu.